# Пропавшая экспедиция
«Пропавшая экспедиция» — общее название кинодилогии Вениамина Дормана, повествующей о приключениях искателей сибирского золота.

Дилогия состоит из фильмов «Пропавшая экспедиция» (1975) и «Золотая речка» (1976).

## Сюжет
Советская Россия, 1918 год. Совнарком отправляет экспедицию под руководством известного геолога профессора Смелкова (Николай Гринько) к сибирской реке Ардыбаш, где, по рассказам местных жителей, есть золото. В состав экспедиции входят:
- молодая дочь профессора — Тася (Евгения Симонова),
- комиссар Арсен (Вахтанг Кикабидзе),
- красноармеец Куманин (Борис Сморчков),
- бывший офицер царской армии Кирилл Зимин, осуждённый за покушение на старшего по званию (Александр Кайдановский)
- проводник Митя.

Члены экспедиции находят золото, но вскоре попадают в руки белогвардейцев. Бежать удаётся только двоим: Куманину и юному партизану Мите, — они с документами экспедиции отправляются в Петроград. Кинофильм снимался в окрестностях города Белорецка.

## В ролях
| Актёр                  | Роль                                        |
| ---------------------- | ------------------------------------------- |
| Николай Гринько        | профессор Аркадий Николаевич Смелков        |
| Вахтанг Кикабидзе      | комиссар Арсен Георгиевич Кабахидзе         |
| Евгения Симонова       | дочь профессора Тася Смелкова               |
| Александр Кайдановский | бывший царский офицер Кирилл Петрович Зимин |
| Борис Сморчков         | Алексей Федорович Куманин                   |
| Николай Олялин         | золотоискатель Силантий                     |
| Виктор Сергачёв        | хозяин постоялого двора Ефим Суббота        |
| Сергей Шевкуненко      | Митька                                      |
| Вадим Захарченко       | Харитон                                     |
| Любовь Мышева          | Дуня                                        |
| Ольга Матешко          | Марфа                                       |
| Лев Прыгунов           | прапорщик Алексей Казанков                  |
| Даниил Сагал           | белогвардейский полковник Хатунцев          |
| Юрий Каюров            | Волжин                                      |
| Раднэр Муратов         | Ахметка                                     |
| Владимир Смирнов       | Губенко                                     |
| Юрий Гусев             | отец Митьки Фёдор                           |
| Михаил Бочаров         | Калганов                                    |
| Николай Горлов         | Усатый                                      |
| Сергей Сазонтьев       | Федякин                                     |
| Павел Махотин          | Станислав Викентьевич                       |

## Съёмочная группа
- Сценаристы: Исай Кузнецов, Авенир Зак
- Режиссёр: Вениамин Дорман
- Оператор: Вадим Корнильев
- Композитор: Микаэл Таривердиев
- Художник: Марк Горелик
- Звукооператор: Александр Избуцкий
- Второй режиссёр: Владимир Златоустовский
- Художник по костюмам: Мариам Быховская
- Государственный симфонический оркестр кинематографии
  - Дирижёры: Георгий Гаранян, Мартин Нерсесян